# 50. Międzynarodowy Festiwal Filmowy w Berlinie
50. Międzynarodowy Festiwal Filmowy w Berlinie odbył się w dniach 9-20 lutego 2000 roku. Imprezę otworzył pokaz niemieckiego filmu Million Dollar Hotel w reżyserii Wima Wendersa. W konkursie głównym zaprezentowano 21 filmów pochodzących z 11 różnych krajów.
Jury pod przewodnictwem chińskiej aktorki Gong Li przyznało nagrodę główną festiwalu, Złotego Niedźwiedzia, amerykańskiemu filmowi Magnolia w reżyserii Paula Thomasa Andersona. Drugą nagrodę w konkursie głównym, Srebrnego Niedźwiedzia − Grand Prix Jury, przyznano chińskiemu filmowi Droga do domu w reżyserii Zhanga Yimou.

## Przebieg festiwalu
Honorowego Złotego Niedźwiedzia za całokształt twórczości odebrała francuska aktorka Jeanne Moreau. W ramach festiwalu odbyła się retrospektywa pt. Artificial People, poświęcona sztucznym bytom i maszynom w kinie. Zaprezentowano m.in. filmy Golem (1915) i Terminator (1984).
Na uroczyste pięćdziesięciolecie imprezy premiery filmów konkursowych przeniesiono z Zoo Palast do nowego Theater am Potsdamer Platz przy placu Poczdamskim.

## Członkowie jury

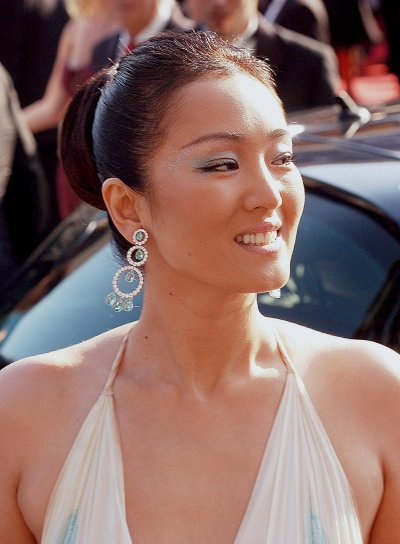
Przewodnicząca jury konkursu głównego Gong Li.

### Konkurs główny
- Gong Li, chińska aktorka − przewodnicząca jury[5]
- Lissy Bellaiche, dyrektorka Duńskiego Instytutu Filmowego
- Peter W. Jansen, niemiecki krytyk filmowy
- Jean Pierre Lefebvre, kanadyjski reżyser
- Marisa Paredes, hiszpańska aktorka
- Jean-Louis Piel, francuski producent filmowy
- Walter Salles, brazylijski reżyser
- Maria Schrader, niemiecka aktorka
- Andrzej Wajda, polski reżyser

## Selekcja oficjalna

### Otwarcie i zamknięcie festiwalu
|             | Tytuł                | Reżyseria     | Kraj produkcji |
| ----------- | -------------------- | ------------- | -------------- |
| Otwierający | Million Dollar Hotel | Wim Wenders   | Niemcy         |
| Zamykający  | Bossa Nova           | Bruno Barreto | Brazylia       |

### Konkurs główny
Następujące filmy zostały wyselekcjonowane do udziału w konkursie głównym o Złotego Niedźwiedzia i Srebrne Niedźwiedzie:
| Tytuł polski                                | Tytuł oryginalny                           | Reżyseria            | Kraj produkcji    |
| ------------------------------------------- | ------------------------------------------ | -------------------- | ----------------- |
| Męska gra                                   | Any Given Sunday                           | Oliver Stone         | Stany Zjednoczone |
| Niebiańska plaża                            | The Beach                                  | Danny Boyle          | Stany Zjednoczone |
| Pokój wróżek                                | La chambre des magiciennes                 | Claude Miller        | Francja           |
| Chór chłopięcy                              | 独立少年合唱団 Dokuritsu shônen gasshô-dan | Akira Ogata          | Japonia           |
| Krople wody na rozpalonych kamieniach       | Gouttes d'eau sur pierres brûlantes        | François Ozon        | Francja           |
| Huragan                                     | The Hurricane                              | Norman Jewison       | Stany Zjednoczone |
| Kochaj mnie                                 | Love me                                    | Laetitia Masson      | Francja           |
| Magnolia                                    | Magnolia                                   | Paul Thomas Anderson | Stany Zjednoczone |
| Człowiek z księżyca                         | Man on the Moon                            | Miloš Forman         | Stany Zjednoczone |
| Morze                                       | El mar                                     | Agustí Villaronga    | Hiszpania         |
| Chmury w maju                               | Mayis Sikintisi                            | Nuri Bilge Ceylan    | Turcja            |
| Million Dollar Hotel                        | The Million Dollar Hotel                   | Wim Wenders          | Niemcy            |
| Niebiańska wędka                            | Небеска удица Nebeska udica                | Ljubiša Samardžić    | Jugosławia        |
| Paradiso - Siedem dni z siedmioma kobietami | Paradiso - Sieben Tage mit sieben Frauen   | Rudolf Thome         | Niemcy            |
| Pierwsze światło poranka                    | Prime luci dell'alba                       | Lucio Gaudino        | Włochy            |
| Córka kapitana                              | Русский бунт Russkij bunt                  | Aleksandr Proszkin   | Rosja             |
| Znaki i cuda                                | Signs & Wonders                            | Jonathan Nossiter    | Francja           |
| Legenda Rity                                | Die Stille nach dem Schuß                  | Volker Schlöndorff   | Niemcy            |
| Utalentowany pan Ripley                     | The Talented Mr. Ripley                    | Anthony Minghella    | Stany Zjednoczone |
| Droga do domu                               | 我的父亲母亲 Wo de fu qin mu qin           | Zhang Yimou          | Chiny             |
| The Island Tales                            | 有时跳舞 You shi tiaowu                    | Stanley Kwan         | Hongkong          |

### Pokazy pozakonkursowe
Następujące filmy zostały wyświetlone na festiwalu w ramach pokazów pozakonkursowych:
| Tytuł polski                   | Tytuł oryginalny       | Reżyseria        | Kraj produkcji    |
| ------------------------------ | ---------------------- | ---------------- | ----------------- |
| American Psycho                | American Psycho        | Mary Harron      | Kanada            |
| Bossa Nova                     | Bossa Nova             | Bruno Barreto    | Brazylia          |
| Sex Pistols: Wściekłość i brud | The Filth and the Fury | Julien Temple    | Wielka Brytania   |
| Stracone zachody miłości       | Love's Labour's Lost   | Kenneth Branagh  | Wielka Brytania   |
| Złoto pustyni                  | Three Kings            | David O. Russell | Stany Zjednoczone |

## Laureaci nagród

### Konkurs główny
Złoty Niedźwiedź
- Magnolia, reż. Paul Thomas Anderson

Srebrny Niedźwiedź – Nagroda Grand Prix Jury
- Droga do domu, reż. Zhang Yimou

Srebrny Niedźwiedź dla najlepszego reżysera
- Miloš Forman − Człowiek z księżyca

Srebrny Niedźwiedź dla najlepszej aktorki
- Bibiana Beglau i Nadja Uhl − Legenda Rity

Srebrny Niedźwiedź dla najlepszego aktora
- Denzel Washington − Huragan

Srebrny Niedźwiedź − Nagroda Jury
- Million Dollar Hotel, reż. Wim Wenders

Srebrny Niedźwiedź za wybitne osiągnięcie artystyczne
- obsada filmu Paradiso - Siedem dni z siedmioma kobietami

Nagroda im. Alfreda Bauera za innowacyjność
- Akira Ogata − Chór chłopięcy

### Konkurs filmów krótkometrażowych
Złoty Niedźwiedź dla najlepszego filmu krótkometrażowego
- Hommage à Alfred Lepetit, reż. Jean Rousselot

### Pozostałe nagrody
Nagroda FIPRESCI
- Pokój wróżek, reż. Claude Miller

Nagroda Jury Ekumenicznego
- Droga do domu, reż. Zhang Yimou

Honorowy Złoty Niedźwiedź za całokształt twórczości
- Jeanne Moreau